# Punganur
Punganur è una suddivisione dell'India, classificata come nagar panchayat, di 44.320 abitanti, situata nel distretto di Chittoor, nello stato federato dell'Andhra Pradesh. In base al numero di abitanti la città rientra nella classe III (da 20.000 a 49.999 persone).

## Geografia fisica
La città è situata a 13° 22' 0 N e 78° 34' 60 E e ha un'altitudine di 730 m s.l.m..

## Società

### Evoluzione demografica
Al censimento del 2001 la popolazione di Punganur assommava a 44.320 persone, delle quali 22.236 maschi e 22.084 femmine. I bambini di età inferiore o uguale ai sei anni assommavano a 5.412, dei quali 2.728 maschi e 2.684 femmine. Infine, coloro che erano in grado di saper almeno leggere e scrivere erano 28.301, dei quali 15.898 maschi e 12.403 femmine.